# Landesstraße 419

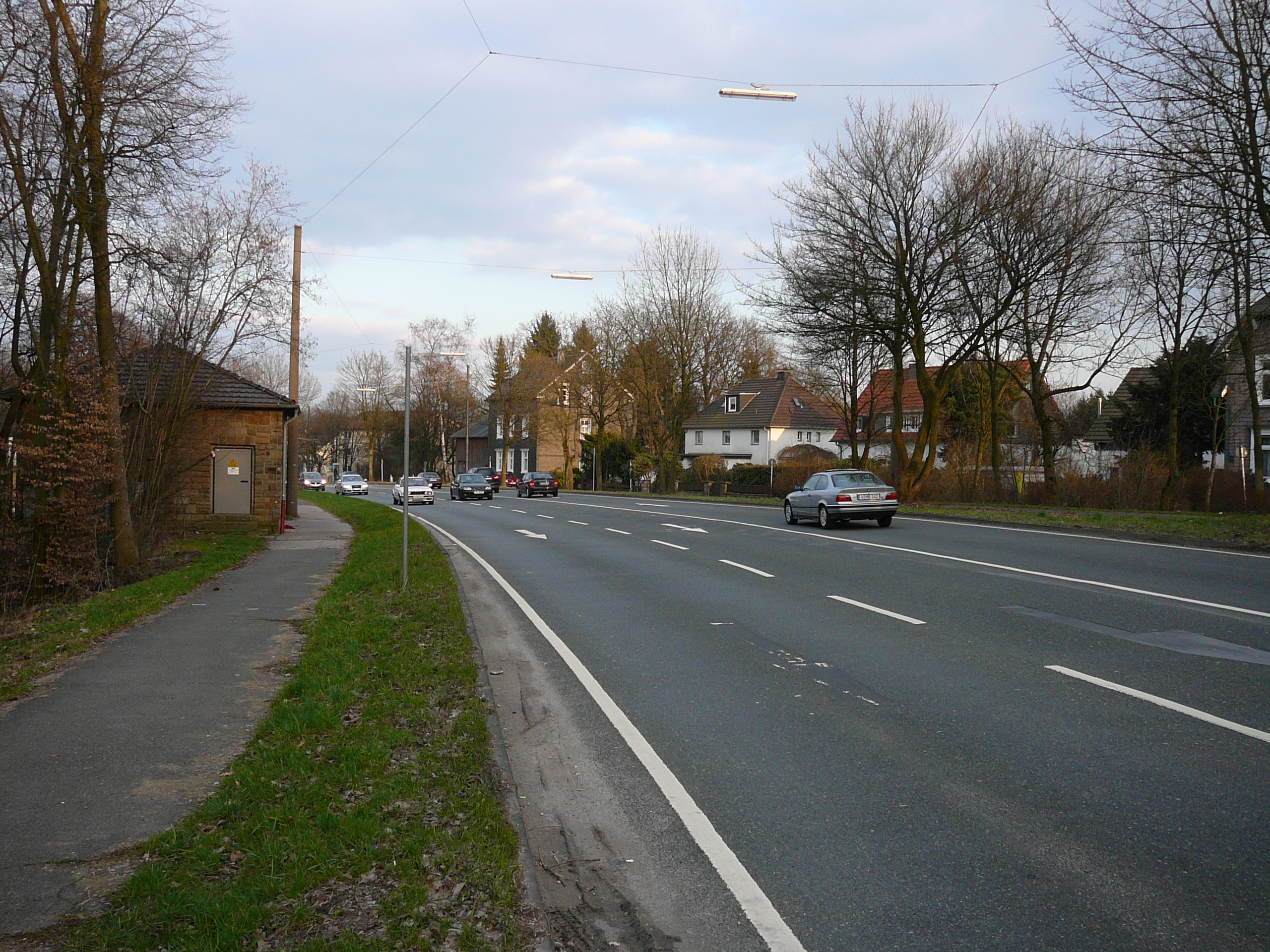
Die Parkstraße an der ehemaligen Diedenhofen-Kaserne im Frühjahr 2009

Die Landesstraße 419 (Nordrhein-Westfalen) ist eine Landesstraße im Osten von Wuppertal. Ein Ausbau des Teilstücks „Parkstaße“ zu einer autobahnähnlichen Straße wird seit Jahrzehnten diskutiert. Eine konkrete Planung dazu scheiterte 2024 vor dem Oberverwaltungsgericht.

## Verlauf und Ausbauzustand
Die Landesstraße beginnt im Norden an der Bundesstraße 7 am Wupperfelder Markt und führt Richtung Süden teilweise steil ansteigend zum Lichtscheid, wo sie mit fast 350 Höhenmetern ihren höchsten Punkt erreicht. In diesem nördlichen Abschnitt ist sie in erster Linie eine innerstädtische Verbindungsstraße, die teilweise durch Wohngebiete, aber auch durch den Barmer Wald verläuft und mehrere offizielle städtische Straßennamen trägt (Brändströmstraße, Untere Lichtenplatzer Straße bzw. Obere Lichtenplatzer Straße). Bis zum Lichtscheid wird dabei ein Höhenunterschied von etwa 180 Metern überwunden. Auf Lichtscheid bestehen Anschlüsse zur Landesstraße 417 (Ronsdorfer Straße), zur Landesstraße 418 und zur Kreisstraße 21 (Oberbergischen Straße).

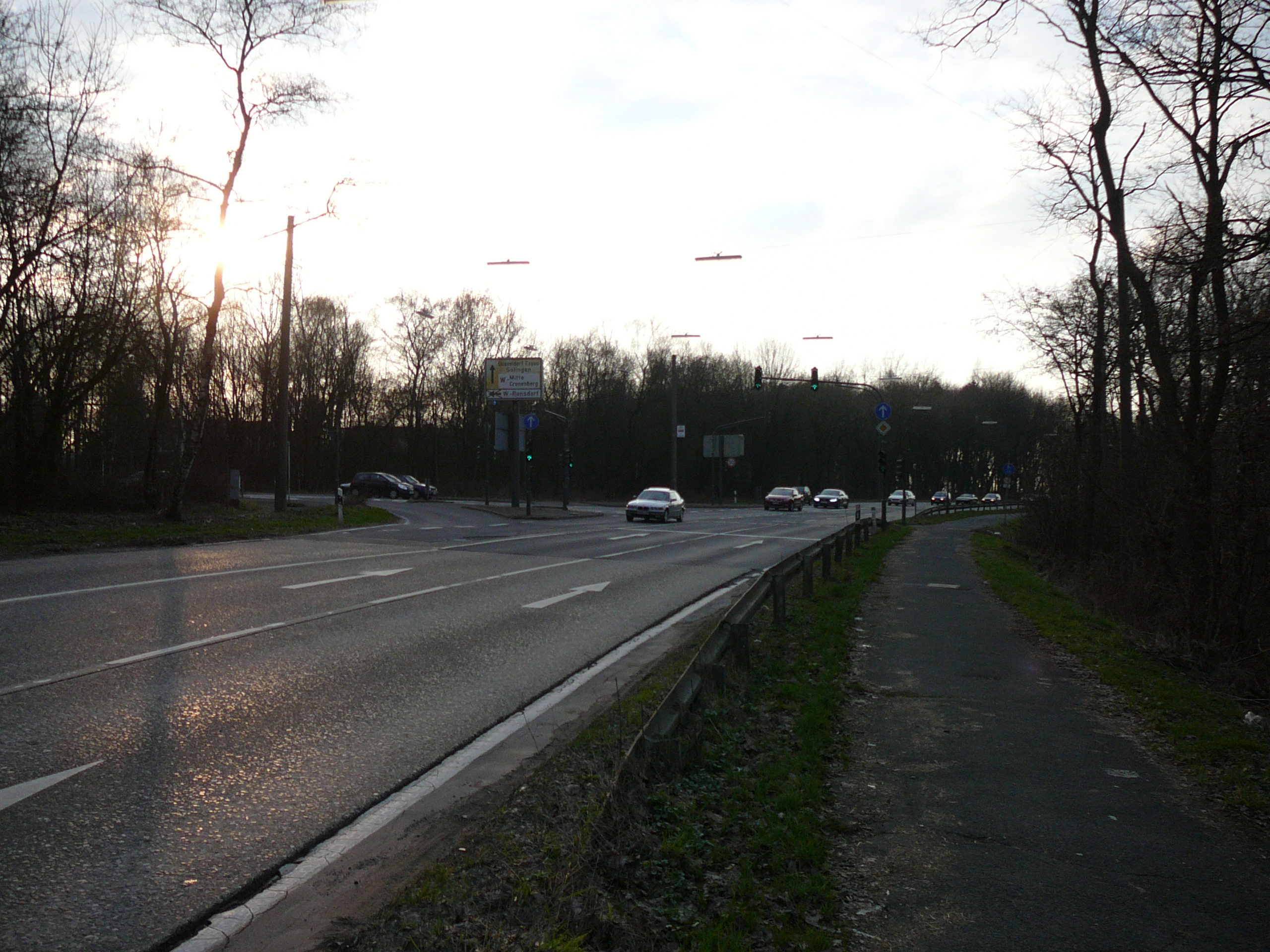
Die Parkstraße an der Einmündung zur Staubenthaler Straße im Frühjahr 2009

Ab dem Lichtscheid verläuft die Straße zunächst eben in östliche Richtung als Parkstraße am nördlichen Rand von Ronsdorf entlang bis zur Kreuzung bei Ronsdorf-Erbschlö, wobei sie die Ronsdorfer Anlagen tangiert. Hinter Erbschlö führt die Straße weiter Richtung Osten absteigend bis zur Blombachtalbrücke, hinter der sie an der Landesstraße 58 (ehemals Bundesstraße 51) bei Ronsdorf-Linde endet. Von hier ist die Autobahnauffahrt „Wuppertal-Ronsdorf“ knapp zwei Kilometer entfernt.
Die Landesstraße ist Norden als zweistreifige Stadtstraße ausgebaut, Baulastträger ist die Stadt Wuppertal. Im südöstlichen Teil als Parkstraße ist sie eine anbaufreie Landstraße, die Straßenbaulast liegt beim Land.

## Geschichte und Planungen
Die Straße in heutiger Wegführung wurde im Nordteil bereits in der zweiten Hälfte des 19. Jahrhunderts trassiert, einzelne Abschnitte sind aber durchaus älter.
Im südlichen Teil verläuft die Trasse ebenfalls auf älteren Straßen, die bereits 1715 auf der Topographia Ducatus Montani des Kartografen Erich Philipp Ploennies eingezeichnet sind. Ein alter asphaltierter Teilabschnitt dient heute als Spazierweg in den Ronsdorfer Anlagen.
Zwischen Lichtscheid und Wuppertal-Linde wurde in den 1950er-Jahren zu einem Autobahnzubringer ausgebaut, der mittels der Blombachtalbrücke das tief eingeschnittene Tal des Blombachs überwand, um auf der anderen Seite ebenerdig Anschluss an die Bundesstraße 51 zu finden. Die alte Streckenführung zuvor bestand nur aus einem schmalen Fahrweg im Tal des Erbschlöer Bachs, der durch den „Ronsdorfer Wald“ und das Blombachtal nach Werbsiepen führte und heute noch als Fußweg vorhanden ist.
Die bis in die 1960er-Jahre zurückreichenden Planungen einer überregionalen Schnellstraßenverbindung (der durchgehenden Südtangente) sahen damals in erster Linie eine schnelle Anbindung der mittlerweile aufgegebenen und nunmehr nicht mehr militärisch genutzten vier an der Schnellstraße gelegenen Wuppertaler Kasernen mit den benachbarten Bundesautobahnen 1 und 46 vor. Hierzu sollten die heutigen Landesstraßen 418 und 419 entsprechend autobahnähnlich ausgebaut werden. Zwischen Lichtscheid und der Bundesautobahn 1 sollte die Landesstraße 419 dann nicht mehr über die Blombachtalbrücke verlaufen, sondern direkt über den „Abstieg Blombach“ einen eigenen Anschluss an die Bundesautobahn 1 erhalten. Die projektierte Trasse durch das Gewerbegebiet Blombach wurde dazu von Anfang an von Bebauung freigehalten. Die Ein- und Ausfädelungen auf die Bundesautobahn 1 wurden bei deren Verbreiterung auf drei Fahrstreifen bereits gegründet.
Am 27. April 2017 hat der Landesbetrieb Straßen.NRW den Antrag auf Einleitung des Planfeststellungsverfahrens für den 1. Bauabschnitt, welcher vom Lichtscheid bis nach Erbschlö verläuft, bei der Bezirksregierung Düsseldorf gestellt. Der Planfeststellungsbeschluss wurde Anfang 2024 von der Bezirksregierung Düsseldorf erlassen. Gegen diesen Bescheid wurde Klage erhoben, die zur Aufhebung des Beschlusses führte. Straßen.NRW verzichtete auf eine Revision beim Oberverwaltungsgericht.